# パオラ&キアラ
パオラ&キアラ（伊: Paola&Chiara 、または Paola & Chiara）は、イタリア・ミラノ出身の姉妹デュオのシンガーソングライターである。 妹で黒髪のパオラ、および姉で金髪のキアラのメンバーで構成される。
イタリア語で「&」の意味に相当する単語は「e（エ）」であるため、一般的には「パオラ・エ・キアラ」と読む。イタリア国内のメディアなどでは、「Paola e Chiara」と表記されることも多いが、これは誤記であり、公式な表記はデビュー時から一貫して「&」である。
当初は、「&」の両側にスペースのある「Paola & Chiara」であったが、2007年以降はスペースのない「Paola&Chiara」の表記を使用している。

## 略歴
姉のキアラ・イエッツィ(Chiara Iezzi)は、1973年2月27日生まれ、妹のパオラ・イエッツィ(Paola Iezzi)は1974年3月30日生まれ。ともにミラノ市中心部のコルソ・センピオーネ付近にて生まれ育つ。両親の名はグイド(Guido)とフランチェスカ(Francesca)。
父グイドがテレビ関連の仕事についていた影響から、主にギターを用いた音楽教育に力を注がれる。ギターの他に、パオラは主にフルートを、キアラはトランペットを得意としている。
ほぼすべての楽曲を二人で自作するシンガーソングライター・ユニットである。ただし、他ミュージシャンへの楽曲の提供は今のところ行なっていない。（コーラスなどでの参加曲は多数あり）
作曲はすべてギターを使用している。ライヴでは、まれにギター演奏を披露することもある。

1992年ごろから端役でミュージック・ビデオなどに出演し、またセミプロ・バンドの Elefunky や Gli Eclysse などの活動をスタートさせる。
1994年から95年にかけて、マックス・ペッツァーリ(Max Pezzali)のソロとなった883の バンド・メンバーに招かれ、主にコーラスと金管楽器を担当する。
883のアルバム『La Donna, Il Sogno & Il Grande Incubo』には、コーラス担当としてクレジットされているほか、同時期にリリースされた883のヴィデオ・クリップ集『La Donna, Il Sogno & Gli Altri Video』では全編に出演もしている。
96年はじめに883を脱退し、一時期は大学などへ進学するも、97年のサンレモ音楽祭にオリジナル曲の「Amici Come Prima（昔のままの友だち）」で新人として出場し、最優秀新人賞を獲得する。
同年、アルバム『Ci Chiamano Bambine（私たちはまだ幼いと言われる）』を、ソニーミュージックよりリリース。
98年、および05年のサンレモ音楽祭にはビッグ部門で出場。
2000年4月リリースのシングル「Vamos a bailar (esta vida nueva)」は、同年夏の音楽祭 Festivalbar で1位に選出され、その年のイタリア人シングル曲として年間総合1位のセールスを記録する、代表曲となった。また同曲の収録されているアルバム『Television』は、のちに英語盤・スペイン語盤も作成され、欧州全域と南米を中心に各地でリリースされた。
おなじアルバムからのシングル・カットである「Amoremidai」「Viva el amor!」「Fino alla fine」も2001年にかけてヒットし、イタリアのポップス音楽界での地位が確立された。
以後、8枚のオリジナル・アルバム、1枚の公式ベスト盤、その他多数のシングルや他言語版アルバムをリリースした。
2013年7月8日をもってデュオを公式に解散した。5日にフォルリ＝チェゼーナ県チェゼナーティコで行なわれたイヴェントが、デュオでの最後の出演となった。
2022年7月15・16日、Max Pezzali (883) のサン・シーロ・スタジアムでのコンサートにて、883の元コーラス隊として、Paola&Chiara 名義で出演した。さらに同年8月5日の Jovanotti の野外ライヴにもゲスト出演し、自曲を披露した。
2022年12月5日、翌23年2月開催予定のサンレモ音楽祭Big部門に、Paola&Chiara として出場することが公式にアナウンスされた。これにより本格的にデュオ復活となる見込み。

## ディスコグラフィ

### アルバム
- Ci Chiamano Bambine (1997)　※再編集盤は1998
- Giornata Storica (1998)
- Television (2000)　※英語盤・スペイン語盤もあり。再編集盤は2001
- Festival (2002)
- Blu (2004)
- Greatest Hits Paola & Chiara (2005) ※公式ベスト盤。通常盤とDVD付き限定盤がリリースされた
- Win the Game (2007)
- Milleluci (2010)
- Giungla (2013)

### シングル
- Amici Come Prima (1997)
- Amore Mio (1997)
- Ti Vada o No (1997)（ディスニー映画『ヘラクレス』主題歌のイタリア語版）
- Per te (1998)
- Colpo di Fulmine (1998)
- Non puoi dire di No (1998)
- Nina (1999)
- Vamos a bailar (esta vida nueva) (2000)
- Amoremidai (2000)
- Viva el Amor! (2001)
- Fino Alla Fine (2001)
- Festival (2002)
- Hey! (2002)
- Kamasutra (2003)
- Blu (2004)
- A Modo Mio (2005)
- Fatalità (2005)
- Second Life (2007)
- Cambiare Pagina (2007)
- Vanity & Pride (2008)
- Emozioni (2009)
- Pioggia d'estate (2010)
- Milleluci (2010)
- Divertiamoci (perché c'é Feeling) (2013)
- Furore (2023)

### ソロ活動
- Nothing at all (2007) ※キアラのソロ、別アレンジ盤「Nothing At All remixed」、「Walking on the Moon」もあり
- Alone (2009) ※パオラのソロ、別アレンジ盤「Dancing Alone」もあり
- Xcept You (2012) ※パオラのソロ、別アレンジ盤「Xcept You (Reloaded Remixes)」もあり

### ゲスト参加
- Be my lover (2004) - Pyroclastic のシングルへの参加
- In Adorazione Di Te (2012) - Stiv のシングルへの参加（パオラのみ、Stiv & Paola Iezzi 名義）
- ほか多数